# The Wrecking Crew
Pour le film sur Matt Helm de 1968, voir Matt Helm règle son comte.
The Wrecking Crew est un groupe informel de musiciens de studio de haut niveau basé à Los Angeles, de formation jazz ou classique, et qui constitue le plus fameux ensemble de musiciens de studio de toute l'histoire de la musique américaine.

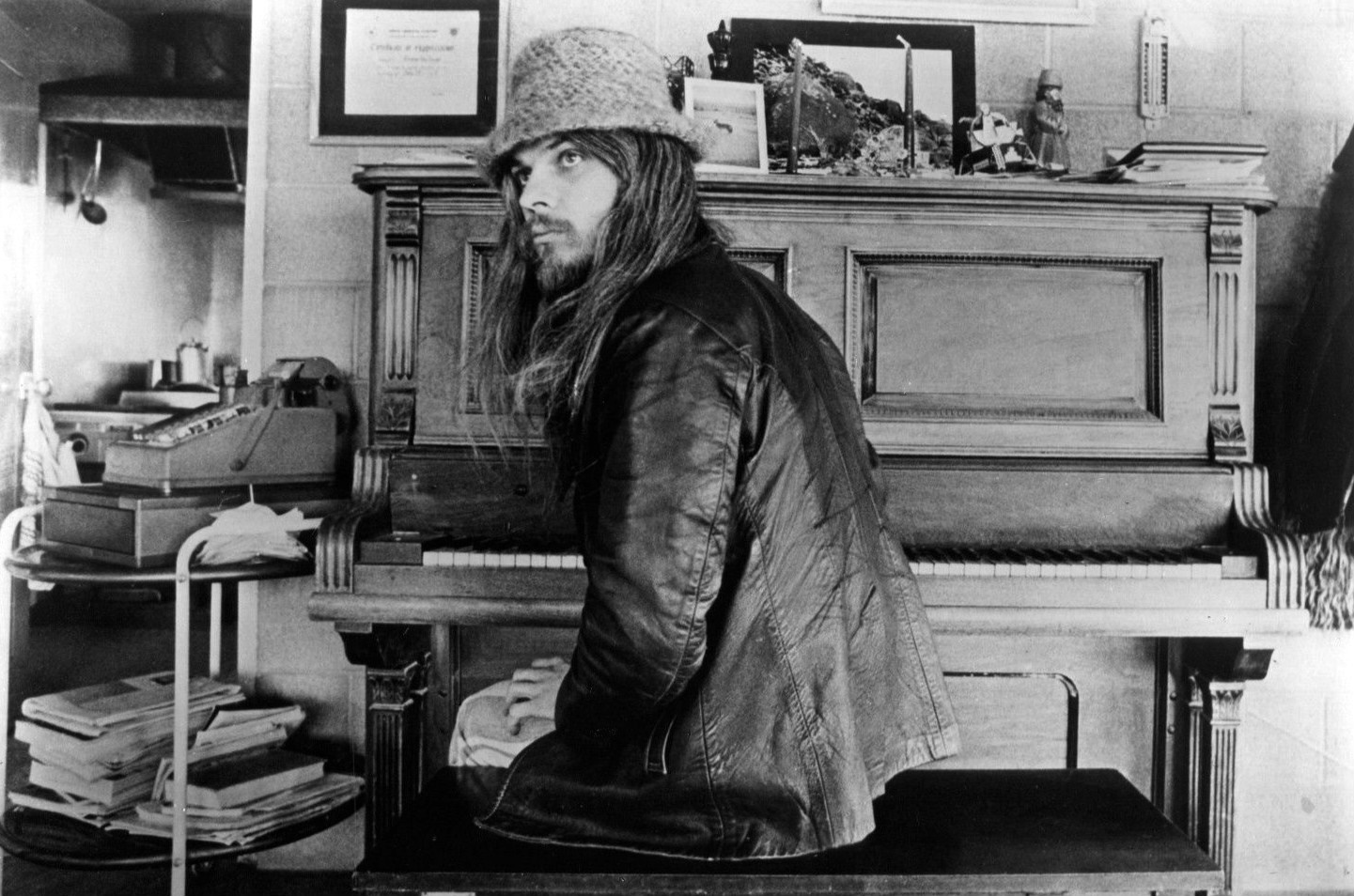
Leon Russel, membre de The Wrecking Crew

Les compétences de ces musiciens ont été utilisées sur pratiquement tous les styles d'enregistrements, y compris les bandes sonores de séries télévisées ou de films, les musiques de publicité et pratiquement tous les genres de musique populaire nord-américaine, des Monkees à Bing Crosby. Les personnalités le plus souvent associées au Wrecking Crew sont notamment Phil Spector, qui a utilisé le groupe pour créer son fameux effet dit du Wall of Sound, et Brian Wilson — principal compositeur des Beach Boys — sur beaucoup de ses productions du milieu des années 1960, y compris les chansons California Girls, Good Vibrations et l'album décisif Pet Sounds.

## Membres
Les membres les plus connus de ce « groupe » officieux sont la bassiste Carol Kaye, une des rares femmes ayant travaillé au plus haut niveau de l'industrie musicale à l'époque, et le batteur Hal Blaine qui a joué sur des dizaines de milliers de sessions d'enregistrement et qui est très probablement le batteur le plus enregistré du monde.[réf. nécessaire] Parmi la longue liste des enregistrements auxquels il a participé, Hal Blaine a fait figurer son nom sur plus de 40 morceaux classés numéro 1 des ventes de disques aux États-Unis, et plus de 150 albums de légende.[réf. nécessaire]
Ils étaient plus de 65 mais les membres les plus remarquables du Wrecking Crew étaient :
- guitare : Glen Campbell, Barney Kessel, Tommy Tedesco, Billy Strange
- saxophone : Steve Douglas, Jay Migliori
- clavier : Leon Russell, Mac Rebennack, Mike Melvoin, Don Randi, Larry Knechtel
- basse : Carol Kaye, Joe Osborn, Max Bennett, Chuck Berghofer, Ray Pohlman
- batterie : Hal Blaine, Earl Palmer
- percussions : Julius Wechter, Gary L. Coleman
- chef d'orchestre et arrangeur: Jack Nitzsche

Ils pouvaient travailler très longtemps — 15 heures d'affilée n'était pas exceptionnel. Carol Kaye affirme qu'à sa grande époque, elle gagnait plus d'argent annuellement que le président des États-Unis.